# Gare d'Albertville
Ne doit pas être confondu avec Gare d'Albert.
La gare d'Albertville est une gare ferroviaire française de la ligne de Saint-Pierre-d'Albigny à Bourg-Saint-Maurice (dite aussi ligne de la Tarentaise) et de la ligne d'Annecy à Albertville. Elle est située sur le territoire de la commune d'Albertville, dans le département de la Savoie, en région Auvergne-Rhône-Alpes.
Elle est mise en service en 1879 par la Compagnie des chemins de fer de Paris à Lyon et à la Méditerranée (PLM).
Elle est une gare de la Société nationale des chemins de fer français (SNCF), desservie par des trains de grandes lignes (TGV) en saison d'hiver et en juillet – août, ainsi que par des trains express régionaux (TER Auvergne-Rhône-Alpes).

## Situation ferroviaire

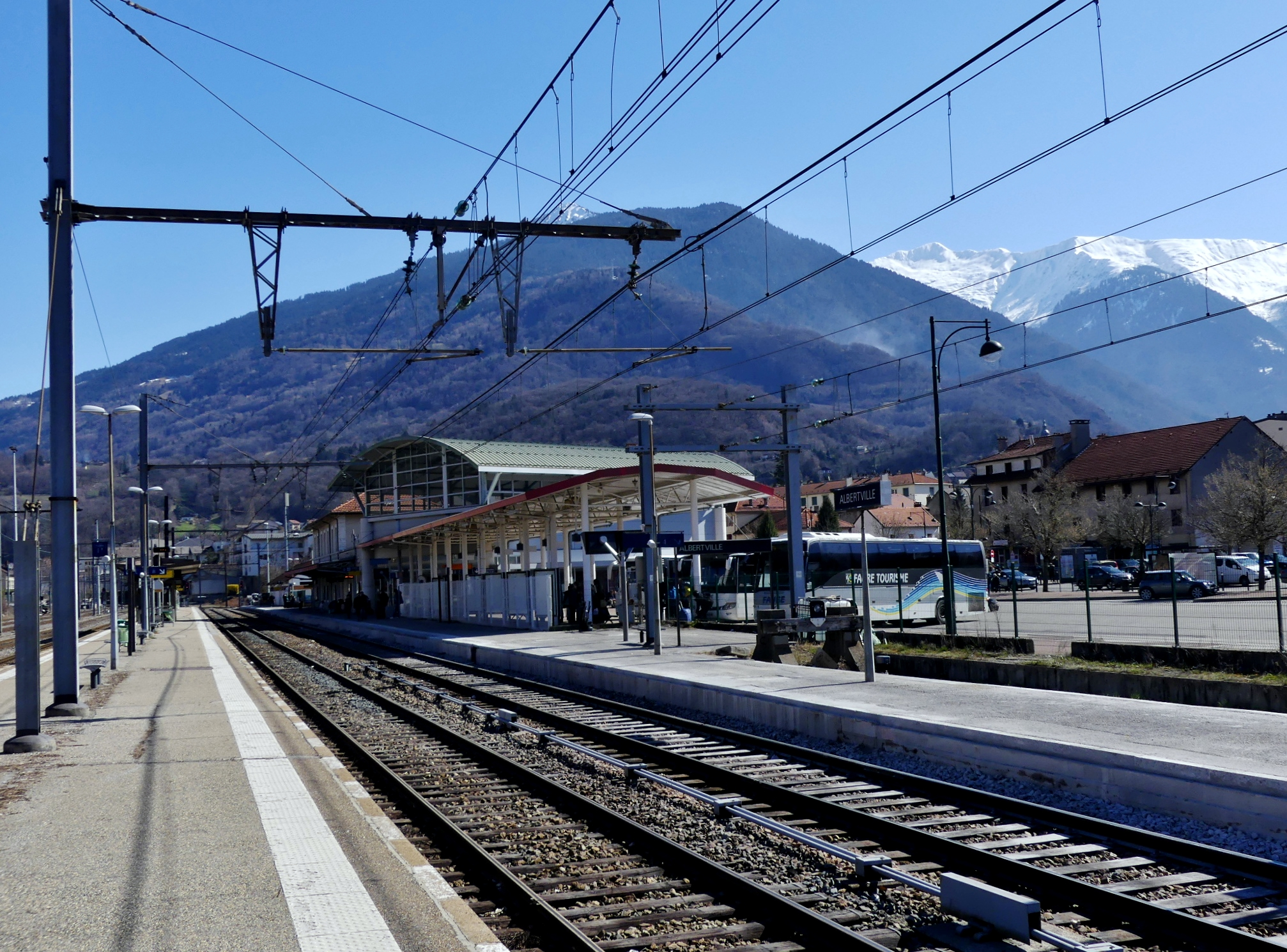
Quais et voies de la gare en hiver.

Établie à 338 mètres d'altitude, la gare de bifurcation d'Albertville est située au point kilométrique (PK) 23,625 de la ligne de Saint-Pierre-d'Albigny à Bourg-Saint-Maurice entre les gares ouvertes de Frontenex et de Notre-Dame-de-Briançon. S'intercalent les gares fermées, de La Rachy-Gilly en direction de Frontenex, et de Tours-en-Savoie, La Bâthie, et Cevins en direction de Notre-Dame-de-Briançon.
Elle est également l'aboutissement, au PK 45,350, de la ligne d'Annecy à Albertville, partiellement fermée et déclassée.
Les rames qui effectuent des circulations sur la ligne de La Tarentaise doivent marquer un arrêt obligatoire dans la gare pour effectuer un rebroussement, et les locomotives des trains tractés devaient être déplacées d'une extrémité à l'autre du convoi. La gare possède plusieurs quais : le quai 4 d'une longueur de 204 m, le quai A d'une longueur de 429 m, le quai B de 427 m, et le quai C mesure aussi 427 m. Ces trois derniers quais mesurent plus de 400 m, permettant ainsi la réception de TGV en UM en hiver.

## Histoire
La gare d'Albertville est mise en service le 27 octobre 1879 par la Compagnie des chemins de fer de Paris à Lyon et à la Méditerranée (PLM), lorsqu'elle ouvre à l'exploitation la voie unique de sa ligne de Saint-Pierre-d'Albigny à Albertville
Le prolongement de la ligne jusqu'à la gare de Moûtiers-Salins-Brides-les-Bains est ouvert par le PLM le 1er juin 1893.
La voie unique de la ligne d'Annecy à Albertville est mise en service le 3 juin 1901 par le PLM. Le prolongement de la ligne principale jusqu'à Bourg-Saint-Maurice est ouvert le 20 novembre 1913.
En 1938, la ligne d'Annecy à Albertville est partiellement fermée, seule la section d'Ugine à Albertville reste ouverte pour le transport des salariés des aciéries. Depuis 1953, cette section est utilisée uniquement pour des circulations de trains de marchandises, la section d'Annecy à Ugine, fermée et déposée, est devenue une piste cyclable.
La gare est modernisée pour les Jeux olympiques d'hiver d'Albertville en 1992, période où elle accueillit de nombreux trains spéciaux.

## Service des voyageurs

### Accueil
Gare SNCF elle dispose d'un bâtiment voyageurs avec guichet ouvert tous les jours, une salle d'attente et des automates pour l'achat des titres de transport TER. On trouve également un service objets trouvés.

### Desserte
La gare d'Albertville est desservie par des trains TER Auvergne-Rhône-Alpes sur les relations :
- Aix-les-Bains-Le Revard ↔ Chambéry - Challes-les-Eaux ↔ Albertville ↔ Moûtiers - Salins - Brides-les-Bains ↔ Bourg-Saint-Maurice ;
- Lyon-Part-Dieu ↔ Chambéry - Challes-les-Eaux ↔ Albertville ↔ Moûtiers - Salins - Brides-les-Bains ↔ Bourg-Saint-Maurice (uniquement les samedis en saison hivernale)[6],[8].

Mais elle devient une grande gare pendant la saison d'hiver. Des trains de grandes lignes, français et internationaux, permettent la desserte des stations de ski environnantes. Elle est assurée par :
- les TGV inOui, sur les relations :
  - Paris-Gare-de-Lyon ↔ Chambéry - Challes-les-Eaux ↔ Albertville ↔ Moûtiers - Salins - Brides-les-Bains ↔ Bourg-Saint-Maurice (circule également en été),
  - Lille-Flandres ↔ Chambéry - Challes-les-Eaux ↔ Albertville ↔ Moûtiers - Salins - Brides-les-Bains ↔ Bourg-Saint-Maurice,
  - Nantes ↔ Albertville ↔ Moûtiers - Salins - Brides-les-Bains ↔ Bourg-Saint-Maurice (deux samedis des vacances de février) ;

- un train Ouigo, sur la relation Paris-Gare-de-Lyon ↔ Bourg-Saint-Maurice (tous les jours de décembre à mars) ;

- les trains Eurostar (ex-Thalys), sur les relations Amsterdam / Bruxelles-Midi / Lille-Europe (correspondance spécifique avec Londres) ↔ Moûtiers - Salins - Brides-les-Bains ↔ Bourg-Saint-Maurice.

La gare et sa desserte
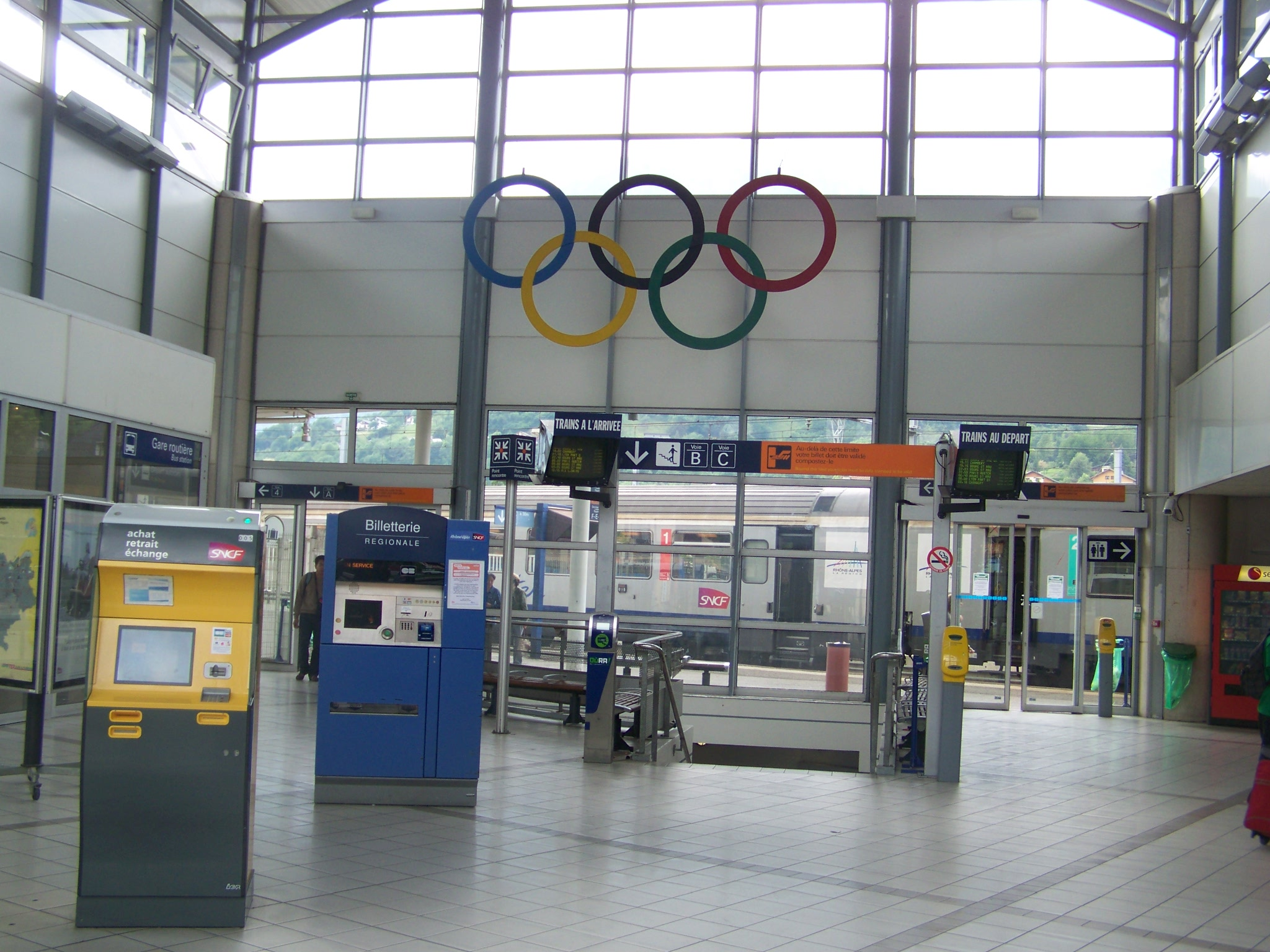
Le hall.
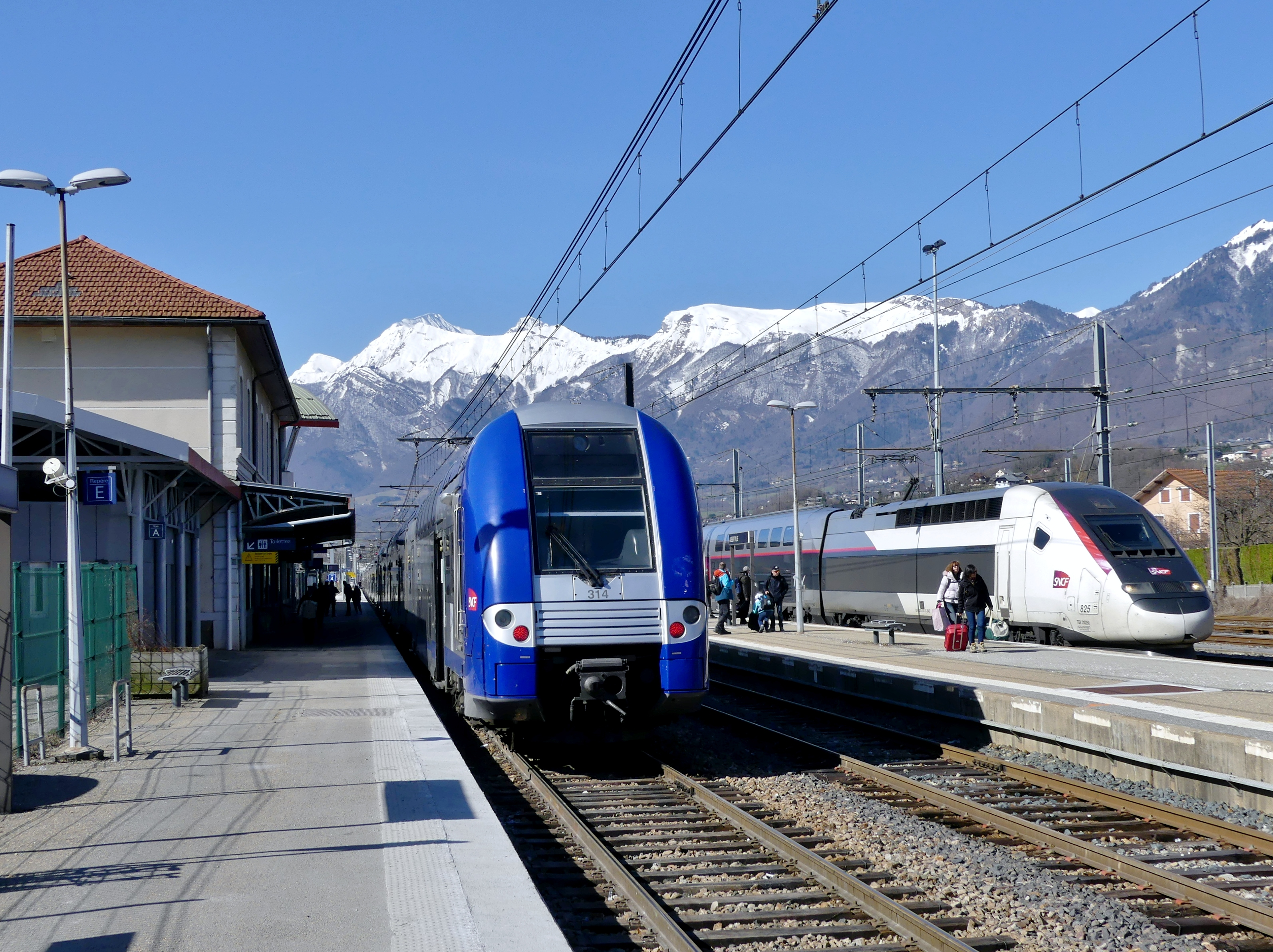
TER (Z 24500) et TGV Duplex, en hiver.
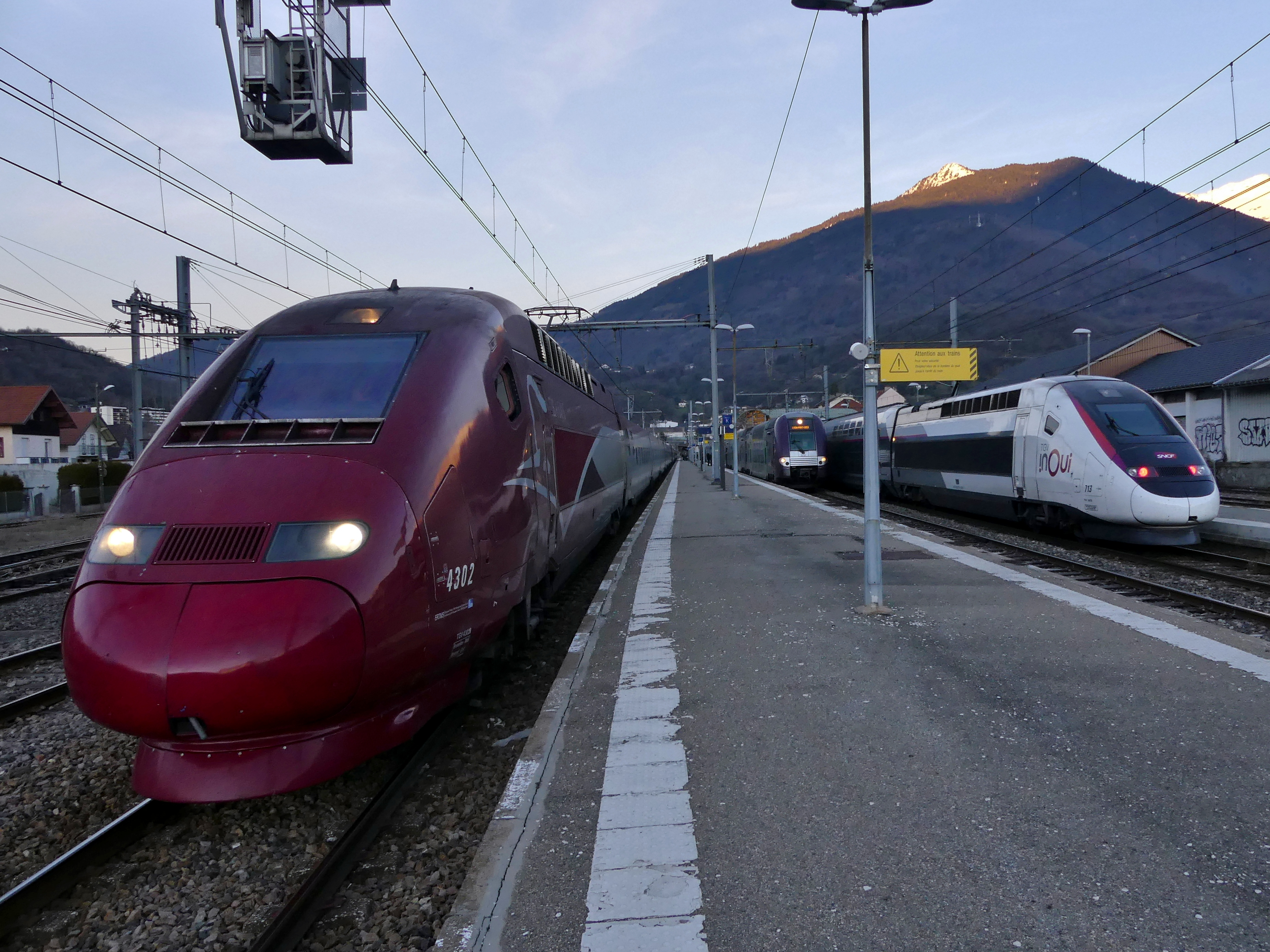
Thalys (TGV PBKA), en hiver.

### Intermodalité
La gare est un pôle multimodal avec consigne à vélos, parking, gare routière et arrêts d'autobus. Elle est en effet desservie par toutes les lignes du réseau d'autobus urbain de l’agglomération, les Transports Région Arlysère, dont elle est le point central, mais aussi par la ligne Y51 des Cars Région Haute-Savoie qui relie Albertville à la préfecture du département voisin, Annecy.

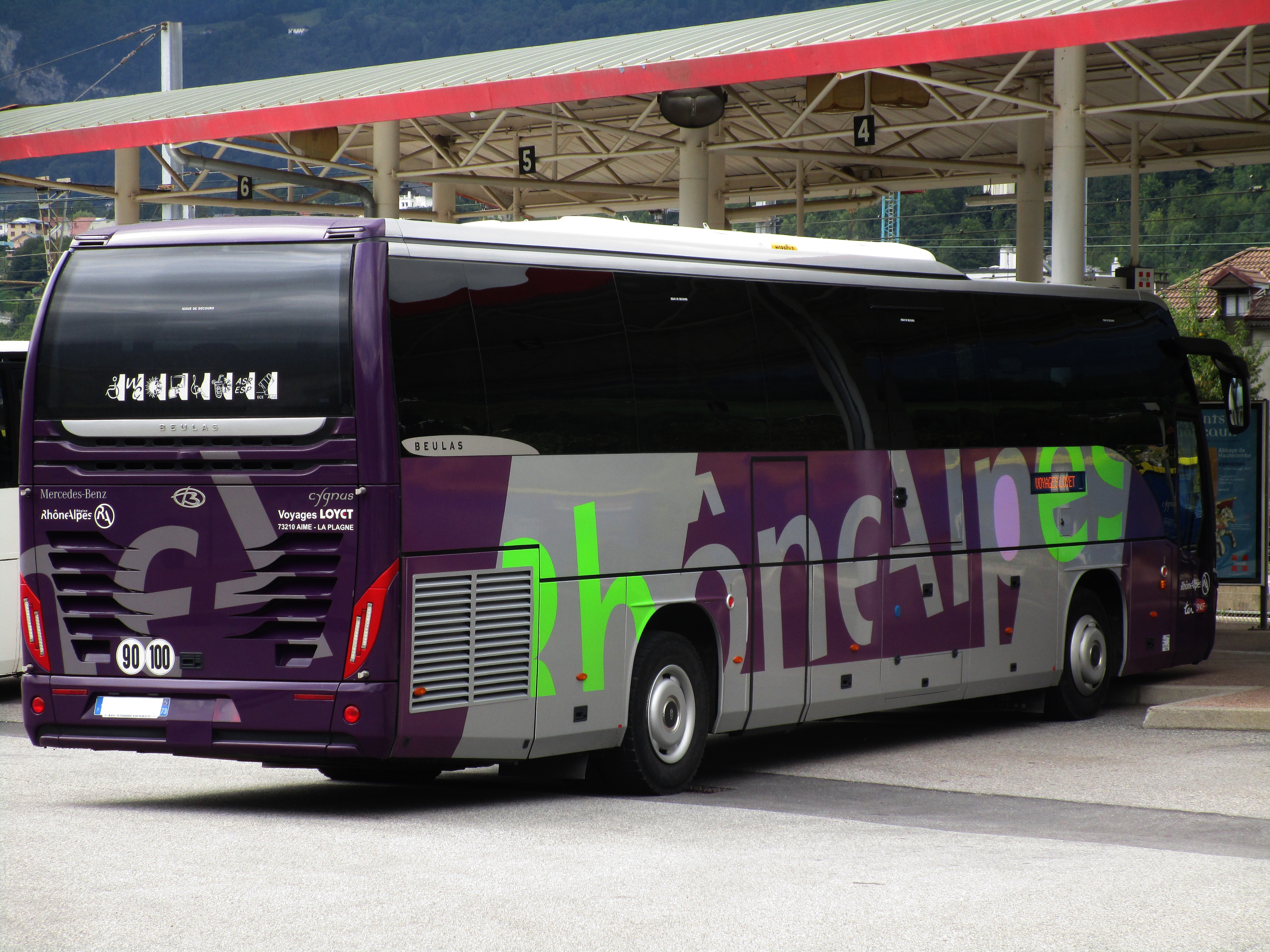
Un autocar à la gare routière en août 2017.
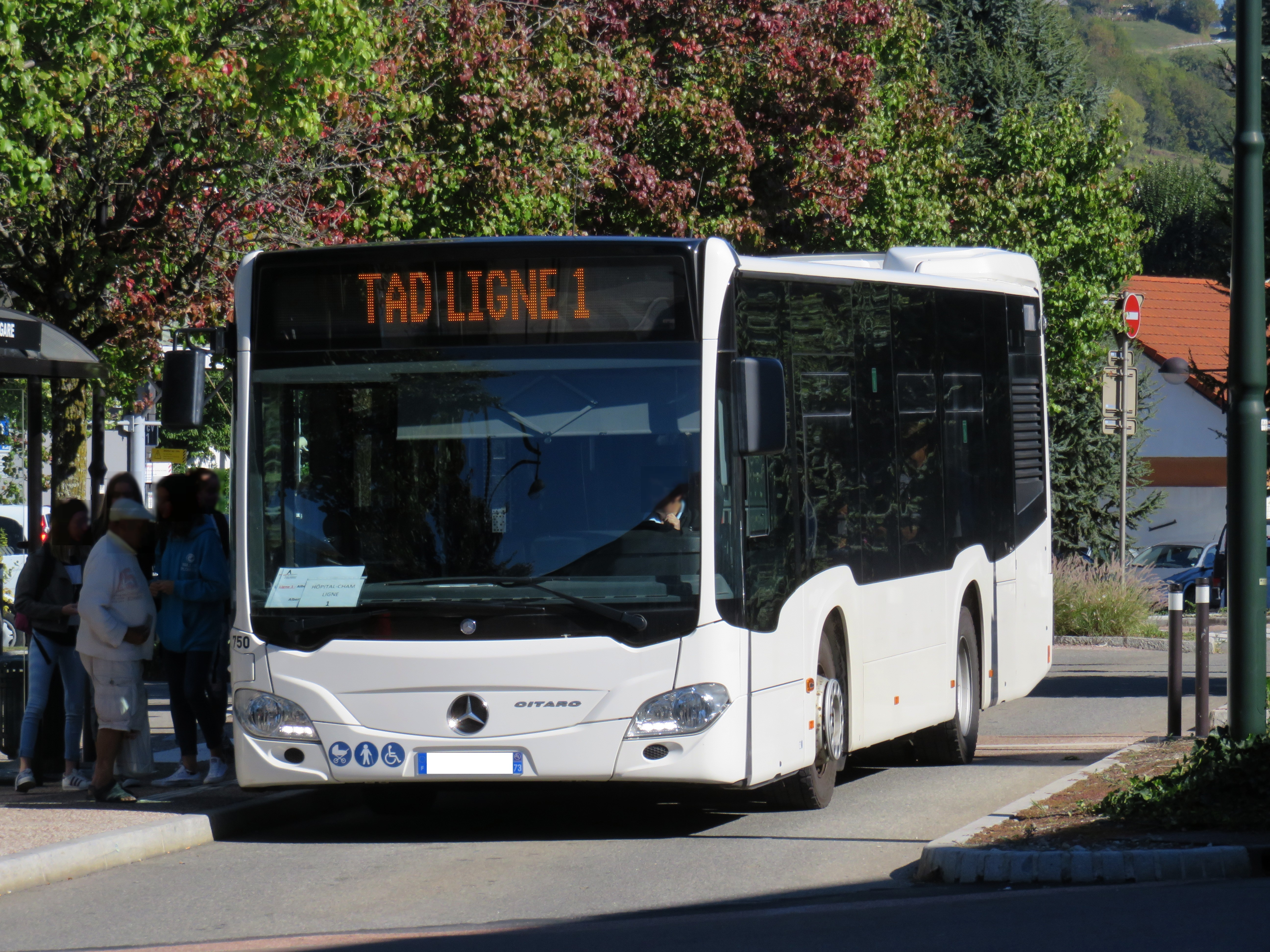
Un autobus du réseau local devant la gare en octobre 2018.

## Service des marchandises
Cette gare est ouverte au service fret, uniquement pour les trains massifs, et comprend une Installation terminale embranchée. Elle possède également des voies de service la rendant ouverte au service Infrastructure de la SNCF.